# Coloceras harrisoni
Coloceras harrisoni är en insektsart som först beskrevs av João Tendeiro 1972.  Coloceras harrisoni ingår i släktet Coloceras och familjen fjäderlöss. Inga underarter finns listade i Catalogue of Life.